# Bogusław Mrozek
Antoni Bogusław Mrozek (ur. 9 czerwca 1930, zm. 28 maja 2020) – polski badacz stosunków międzynarodowych, był profesorem zwyczajnym w Zakładzie Studiów Pozaeuropejskich Instytutu Stosunków Międzynarodowych Uniwersytetu Warszawskiego.
W 1953 ukończył studia w Szkole Głównej Służby Zagranicznej. W 1959 uzyskał doktorat, a pięć lat później habilitację. W 1969 został docentem Uniwersytetu Warszawskiego, a następnie w 1972 profesorem nadzwyczajnym tej uczelni. W latach 1969–1975 był dyrektorem Instytutu Nauk Politycznych UW, a po wyłonieniu się z niego Instytutu Stosunków Międzynarodowych, dyrektorem ISM w latach 1976–1977. W 1972 uzyskał tytuł profesora zwyczajnego.
Jego dorobek naukowy dotyczy przede wszystkim polityki i historii regionu Azji Południowej i Południowo-Wschodniej, a także historii stosunków międzynarodowych.

## Wybrane publikacje
- Pakistan: przeszłość i teraźniejszość, PISM, Warszawa 1966
- Indie współczesne, Wiedza Powszechna, Warszawa 1971
- Historia najnowsza Azji Południowo-Wschodniej 1917–1970 (zarys polityczny), Książka i Wiedza, Warszawa 1973
- Indie, Pakistan, Bangladesz: studia historyczno-polityczne, PWN, Warszawa 1976

## Nagrody
- Nagroda "Trybuny Ludu" (zespołowa) dla autorów i redaktorów książki Międzynarodowy ruch robotniczy (1976)[5]